# Sabine Jahn
Pour les articles homonymes, voir Jahn.
Sabine Jahn (-Gust), née le 27 juin 1953 à Neuruppin, est une rameuse d'aviron est-allemande. Elle est la femme du rameur Reinhard Gust.
Elle remporte la médaille d'or en quatre barré aux Championnats d'Europe d'aviron 1973, la médaille d'argent en deux de couple avec Petra Boesler aux Championnats du monde d'aviron 1975, la médaille d'argent en deux de couple aux Jeux olympiques d'été de 1976 avec Petra Boesler et la médaille d'or en quatre barré aux Championnats du monde d'aviron 1977.